# Павловка (Сєверний район)
Па́вловка (рос. Павловка) — присілок у складі Сєверного району Оренбурзької області, Росія.

## Населення
Населення — 38 осіб (2010; 81 у 2002).
Національний склад (станом на 2002 рік):
- росіяни — 93 %